# Valeria Maximilla
Valeria Maximilla byla římská císařovna, manželka římského císaře Maxentia.
Byla dcerou císaře Galeria. Jakožto císařova dcera byla titulována nobilissima femina. Poprvé se provdala za neznámého muže. Jejím druhým chotěm se stal okolo roku 293 Maxentius, kterému povila dva syny. Starší Valerius Romulus se narodil kolem roku 294 a zemřel pravděpodobně v roce 309, jméno druhého syna se nedochovalo. Mohlo se jednat o Aurelia Valeria, který byl popraven roku 312.
Její manžel byl v říjnu 306 prohlášen císařem, a to navzdory přání Valeriina otce Galeria, který se dokonce bez úspěchu pokusil Maxentia v roce 307 sesadit. Valeria Maximilla byla císařovnou až do roku 312, kdy Konstantin I. Veliký provedl invazi do Itálie. Po bitvě u Milvijského mostu mizí z historických záznamů a její další osud je nejasný.